# Мармулиевка
Мармули́евка (укр. Мармуліївка) — село, входит в Володарский район Киевской области Украины.
Почтовый индекс — 09341. Телефонный код — .

## История
Село входило в Сквирский уезд Киевской губернии.
После революции 1917 года крестьяне Мармулиевки разделили земли свекловичного магната Франкеля.
После окончания гражданской войны, в 1923 году в селе была восстановлена школа.
9 ноября 1923 года решением жителей села председателем сельского совета был избран В. И. Ленин.
В 1930 году в селе был создан колхоз «13 лет Октября» (в котором начал работу первый в районе трактор).
Во время Великой Отечественной войны в РККА воевали 100 жителей села, 42 из них погибли.
По состоянию на начало 1982 года, в Мармулиевке действовало отделение колхоза «Коммунист» и Дом культуры (в здании которого находились сельсовет и сельский музей).
Население по переписи 2001 года составляло 461 человек.

## Местный совет
09341, Київська обл., Володарський р-н, с. Мармуліївка, вул. Центральна, 1  (укр.)